# ジャパニーズスタイル
『ジャパニーズスタイル』は、2022年10月22日から12月24日までテレビ朝日系「土曜ナイトドラマ」枠にて放送されたテレビドラマ。主演は仲野太賀。

## 概要
テレビ朝日のドラマでは初の本格シットコム作品。温泉旅館の玄関とロビー、従業員室・大浴場の入口とエレベーターの場面のみで物語が展開し、キャスト陣はリハーサル1日、翌日に本番で、撮影は観客を入れた状態で、ほぼ本番一発の長回しで行われていることから、ドラマ冒頭で「ドラマ版ファーストテイク」を標榜している。
観客を入れた状態での撮影であることから、本作には本番前に観客を温める、いわゆる「前説」が存在し、毎回テレビや舞台で活躍する芸人を招いており、初回収録はものまね芸人のJPが前説と黒子を務めている。
なお、本作より「土曜ナイトドラマ」枠の放送時間が23時30分 - 翌0時となることに伴い、本来この時間帯に放送されていた「オシドラサタデー」枠は30分繰り上げられ、23時 - 23時30分に放送されることとなった。

## あらすじ

### 第1話 - 第5話
福井県にある温泉宿「虹の屋」のロビーで寺門ルーシー数子と浮野奏太がUNOをしていると、父である二代目社長・柿丘宗八が倒れたことを聞きつけた、息子の柿丘哲郎が東京から帰郷する。哲郎は自分の身の上を説明し虹の屋に上がろうとするが、女将代理の浅月桃代がそれに必死に抵抗する。10年前、哲郎は客を送迎する振りをして、彼女の久能イチ子と送迎バスで東京へ駆け落ちし、宿泊客を待ちぼうけさせ、さらにそのバスを売り飛ばしていたことから、父・宗八と、女将で哲郎の母である柿丘廻瑠が「哲郎には二度と虹の屋の敷居を跨がせるな!」と従業員に通達していたのだ。虹の屋の現状を見て、近いうちに潰れるから自分が後を継ぎ、立て直すと言い出す哲郎と、全く問題ないと言いはる支配人の影島駿作が対立し、哲郎は屋外にあるウサギ小屋で寝泊まりし「虹の屋」で勝手に働きだす。
そんなある日、女将の廻瑠が「虹の屋」に帰ってくる。彼女は夫・宗八の容態が急変したので安心させて逝かせてやろうと、風の噂で戻ってきたことを知った哲郎に、過去の事は水に流すので、哲郎と宗八のお気に入りの数子が結婚して旅館を引き継ぐと宗八の前でお芝居をして欲しいと伝え、病院へ舞い戻る。その話を「虹の屋」に宿泊していた哲郎の元彼女・イチ子が聞きつけ、哲郎の相続する遺産目当てで、宗八に結婚して旅館を引き継ぐと挨拶に行こうと哲郎を誘うが、哲郎は勝手に人生を決めつけられるのはうんざりだとイチ子に決別の言葉を投げかける。イチ子との別れに泣き出しそうな哲郎に影島はハンカチを渡し、桃代と共に病院の父の元へ数子と一緒に向かう後姿を見送るが、その裏で影島と桃代は二人して「虹の屋」を乗っ取ろうと結託していた。

### 第6話-
それから一年後、宗八は奇跡的に回復し、リハビリとして闇金屋の澤田弥勒とゴルフ三昧の日々を送る。哲郎は「虹の屋」の専務として働くようになり客足も戻り始める。廻瑠の急死にともない、桃代は正式な女将に昇進するも影島との「虹の屋」乗っ取り計画は失敗に終わり、二人の仲は険悪となり、場所も選ばず小競り合いを続けるようになっていた。また、哲郎が「虹の屋」に必ずや災いをもたらすと占った占い師の尾崎夜余代は哲郎が戻ってきて逆に店が繁盛したことから桃代からの信頼を失い、占い家業は開店休業状態でゴルフのキャディーに転身していた。

## キャスト

### 主要人物
柿丘哲郎（かきおか てつろう）〈30〉
演 - 仲野太賀
温泉旅館「虹の屋」の三代目。10年前、旅館の跡取りを嫌い、当時の恋人ルーシーと送迎バスで東京に駆け落ちし、キャバクラの送迎ドライバーとして働いていたが、店の子に手を出しクビになり路頭に迷う。そんな中、父の危篤を知り、遺産目当てで帰郷するが旅館の敷居を跨がせてもらえず、屋外のウサギ小屋で寝泊まりすることになる。
高校のバレーボール部時代はリベロの補欠だったことから、数子に「リベロウ」と仇名をつけられる。
第6話では1年の歳月が経過しており、父と和解し、専務として「虹の屋」を取り仕切るようになる。
第8話で再び「虹の屋」を逃げ出し、利用されていると解っていても自分に構ってくれるイチ子とヨリを戻し結婚する。

### 虹の屋の関係者
寺門ルーシー数子（てらかどルーシーかずこ）〈40〉
演 - 市川実日子
流しのフラメンコダンサー。口が悪く、訳あって5年間哲郎の部屋に住んでいる。バツ2。
ルーシーの芸名は、中学の時、「LUCKY」の綴りを「LUCY」と間違ったことが由来。
影島駿作（かげしま しゅんさく）〈45〉
演 - 要潤
支配人。温泉嫌いの潔癖症だが桃代の握ったおにぎりは平気で食べられる。コストカッターで、梅越以外の古株の従業員をクビにした。
二時間ドラマが大好きで、推理モードに入るとのめりこみ、白い手袋をはめて推理ドラマの主人公気取りで尋問をする口調になる。
読唇術の心得があり、哲郎が父親の葬儀で翌日のイチ子との結婚式、二次会のスピーチの練習をしていたことを見破る。
浮野奏太（うの かなた）〈35〉
演 - KAZMA（しずる）
料理長。UNO依存症。ルーシー同様、口が悪い。
本名は鈴木鉱二郎で、双子の兄・鉱一郎が逃亡中の指名手配犯のため、兄に間違われることを防ぐために偽名を使い、外出時はマスクにサングラスで人相が確認できないよう完全防備する。第5話から1年の歳月が経過した第6話では、兄は逮捕されているが、指名手配のポスターが市中にまだ多く残されており、人目を避ける状況は変わっていない。
数子に気があり、砂田からプロポーズされていた数子が「虹の屋」に戻ってきて、UNOをプレゼントしてくれたことで大喜びする。
浅月桃代（あさつき ももよ）〈50〉
演 - 檀れい
女将代理の仲居頭。息子と占いに人生を捧げるシングルマザー。凛吾郎とは現在も一緒に風呂に入っている。
「虹の屋」の乗っ取りで手を組んでいた支配人の影島と恋仲になり、彼と再婚する。
浅月凛吾郎（あさつき りんごろう）〈20〉
演 - 石崎ひゅーい
従業員。桃代の息子。母親と一輪車を愛する少年のような出で立ち。屋上でジビエ用の鹿を解体する。
幼児の様な話し方をし、人の嘘を見抜くという特技を持つ。
梅越一二四（うめこし ひふじ）〈70〉
演 - 柄本明
従業員。省エネ仕事で40年も旅館にしがみつく古株。温泉水質管理責任者。通称「梅さん」。ドルオタ。
昔からの付き合いで哲郎を坊ちゃんと呼び「虹の屋」の中で唯一友好的であったが、最終話の香典泥棒の件で「二度と戻って来るな!」と愛想を尽かす。
柿丘廻瑠〈60〉
演 - キムラ緑子（第5話）
女将。哲郎の母親。第5話から1年の歳月が経過した第6話では、故人となっている。
柿丘宗八
演 - ベンガル（最終話）
哲郎の父親であり、「虹の屋」の社長。長らく病院に入院し一時危篤状態になるが、奇跡的に回復する。
専務を務めていた哲郎が再び「虹の屋」から姿を消したことから、跡継ぎの居ない「虹の屋」の売却を決意するが、1年後に帰ってきた哲郎から「虹の屋」を今度こそ真剣に引き継ぐと懇願され、売却を中止する。
ゴルフのキャディーとなった尾崎との再婚話が進んでいたが、医者の言いつけを無視した結果、突然死する。

### その他
尾崎夜余代（おざき よよよ）〈50〉
演 - 宮澤美保
謎の霊媒師。浮野の知人。桃代が傾倒する人物。ギターを背負い、カラオケでは尾崎紀世彦しか歌わない。
第5話から1年の歳月が経過した第6話では、占いが外れ「虹の屋」が繁盛したため占い師を廃業し、ゴルフのキャディーに転身している。
澤田弥勒（さわだ みろく）〈30〉
演 - 松川尚瑠輝
闇金屋。梅越の借金相手。借金を返済しない人には水風船を顔にぶつけるむごい仕打ちをする。
2年前まで海外の特殊部隊にいた。
熱波師の資格を持つことから、「虹の屋」に新設されたサウナで働くようになる。
哲郎が失踪前に手掛けたボルダリング施設では、少年院の壁を何度もよじ登り脱走した経験からインストラクターを務めた。
市議会選挙に出馬しているが、選挙違反のオンパレードで落選している。
澤田の手下
演 - 本田聡、時岡司、楠陸
債務者
演 - 鹿野裕介（第1話 - 第3話・第7話）
久能イチ子（くのう イチこ）〈30〉
演 - モトーラ世理奈（第1話、第2話、第4話、第5話、最終話）
哲郎の高校時代の彼女。通称ルーシー。哲郎曰く、印象は「気持ち悪い」。
哲郎のバレーボール部が負けた対戦チームのマネージャーで、付き合う内に哲郎が情報を漏らし、スパイとなっていた。
哲郎の相続する遺産目当てで「虹の屋」に現れ、彼と結婚すると周囲に吹き込み、従業員たちを話術やプレゼントで手なずける。
専務となったが再び「虹の屋」から逃げ出した哲郎と復縁し、結婚することになるが、義父・宗八の葬儀で結婚式を延期することを許さず、哲郎が香典を持ち帰ると約束するまで葬儀と告別式に行くことも許さなかった。

### ゲスト

#### 第1話
風祭
演 - 米本学仁
巨漢のタクシー運転手。駅から旅館までの運賃の支払いを待たせていた哲郎にしびれを切らせ、旅館に乗り込んでくる。

#### 第2話
笹原
演 - 松尾諭
警察官。哲郎が所属していたバレーボール部のOB兼コーチ。

#### 第3話
小野亮一郎〈30〉
演 - 菅田将暉
哲郎の高校時代の親友。元バレーボール部キャプテン。
福井のテレビ局のプロデューサーで、旅館の中庭の池の水を抜き、掃除する番組を撮影させてほしいと哲郎に持ち掛ける。
池の底から哲郎が盗撮で逮捕されたバレー部顧問の大田から買い取った、妻・秋子が映る高校の女子更衣室を盗撮したDVDの入ったジュラルミンケースを発見し、ケンカになる。
小野秋子〈30〉
演 - 大西礼芳
亮一郎の妻。高校時代の同級生。高校時代から5人組時代の東方神起のタトゥーを入れている。
夫の「虹の屋」でのテレビ番組の撮影日に宿泊する。

#### 第4話
花岡花枝
演 - 佐々木春香
福井県警の「オレオレ詐欺撲滅キャンペーン」に起用された福井県出身のローカルアイドル。
梅越の孫ということで、梅越の勤続40年の祝いに「虹の屋」でライブイベントが開催されることになるが、梅越を騙して孫のふりをしていた。梅越も騙されていることを承知で彼女と親しくなれると思い、騙されたふりをしている。
梅越の孫
演 - 宮川智司
梅越と離別して消息不明となった梅越の娘の子供で、梅越の本当の孫。性別は男性で、北千住で焼き鳥屋を経営していた。
子供たち
演 - 嶋田鉄太（第1話・第2話）、番家天嵩（第1話・第2話）
定食屋できつねうどんの油揚げに喰らいつく尾崎を見つめる子供たち。

#### 第6話
別所
演 - 森下能幸
「虹の屋」の記念すべき１万人目の来館客。数々の記念特典を提示されても迷惑がり受け取ろうとせず、晩御飯も断ったため、自殺志願の宿泊客と影島に推理されるが、桃代からは逆に自殺する人間を止める刑事と推理され、影島派と桃代派に「虹の屋」が二分する。
哲郎が確認のために本人と話をすると、自殺願望の強い刑事と判明する。コンビニに拳銃を忘れたことで警察内で肩身の狭い思いをしており自殺を意識していたが、哲郎から屋外のウサギ小屋で寝泊まりしていたことや、絶縁状態であった父と和解した途端、母が亡くなった話を聞かされると自殺を思いとどまり、断っていた記念特典を欲しいと言い出す。
森山、清水
演 - 広岡由里子、麻生絵里子
「虹の屋」の宿泊客。女将の姿を見かけないことを哲郎に質問し、1年前に亡くなったと教えられる。

#### 第7話
高木大助
演 - 古舘寛治
「虹の屋」の館内イベントに呼ばれた仮面のマジシャン。芸名：ミスターパーフェクト。
イベントの本番前に「虹の屋」から居なくなってしまうが、桃代が怒鳴りつけて帰らせていたことが判明する。
「虹の屋」から帰る際、凛吾郎にマジシャンの弟子入りを志願されるとウサギ小屋に寝泊まりし2日間潜伏し、夜更けに「虹の屋」の厨房に侵入、卵かけご飯2杯とバームクーヘンを食べているところを捕まえられるが、実は桃代の元夫、凛吾郎の実父で、凛吾郎に呼びとめられたことから「虹の屋」に留まっていた。

#### 第8話
砂田彰浩
演 - 鈴木浩介
砂浜に打ち上げられていたスーツ姿の記憶喪失の男。なぜか昔の「虹の屋」での出来事について覚えている。
4年前にオーストラリア人の団体客が「虹の屋」に宿泊した際、教え子の結婚式の帰りに「虹の屋」に立ち寄った高校の英語教師・砂田で、団体客の通訳と間違われていた。
数子にプロポーズしていたが、数子の気持ちが宇野に向いていたため、袖にされる。

## スタッフ
- 脚本 - 金子茂樹[1]
- 監督 - 深川栄洋[1]、竹園元（テレビ朝日）、高田ジャパ知徳
- ナレーター - キムラ緑子[15]（#1 - #5）、ベンガル[22]（#6 - #9）
- 主題歌 - Vaundy「瞳惚れ」（SDR）[27]
- OP/VFX - 島崎章（クロフネプロダクト）
- OP/操演 - 村石義徳（亀甲船）
- OP/ミニチュア - 小谷真沙美
- スタイリスト - 伊賀大介
- 技術協力 - 池田屋、バル・エンタープライズ
- 美術協力 - 日映装飾美術
- ゼネラルプロデューサー - 三輪祐見子（テレビ朝日）
- プロデューサー - 竹園元（テレビ朝日）、都築歩（テレビ朝日）、中沢晋（オフィスクレッシェンド）
- 制作協力 - オフィスクレッシェンド
- 制作著作 - テレビ朝日

## 放送日程
| 各話   | 放送日   | サブタイトル           | 監督           | 前説                 |
| ------ | -------- | ---------------------- | -------------- | -------------------- |
| 第1話  | 10月22日 | 靴は脱いで上がる       | 深川栄洋       | JP                   |
| 第2話  | 10月29日 | 床は雑巾で拭く         | 深川栄洋       | ミスター大冒険。     |
| 第3話  | 11月05日 | 刺青は入浴おことわり   | 深川栄洋       | トニーフランク       |
| 第4話  | 11月12日 | 団扇であおぐ           | 深川栄洋       | ザ・パーフェクト     |
| 第5話  | 11月19日 | 迷信を気にする         | 深川栄洋       | スクールゾーン       |
| 第6話  | 12月03日 | お客様は神様です       | 竹園元         | 本田兄妹             |
| 第7話  | 12月10日 | 生卵を食べる           | 竹園元         | ネギゴリラ           |
| 第8話  | 12月17日 | 英語を話せる人が少ない | 高田ジャパ知徳 | スパイシーガーリック |
| 最終話 | 12月24日 | 冠婚葬祭にお金を包む   | 深川栄洋       | バビロン             |

- 11月26日は『2022 FIFAワールドカップ ポーランド×サウジアラビア』中継（21時40分 - 翌1時）[29]のため休止。
- 最終話は30分拡大（23:00 - 翌0:00）。